# Leptothorax faberi
Leptothorax faberi је инсект из реда Hymenoptera.

## Угроженост
Ова врста се сматра рањивом у погледу угрожености врсте од изумирања.

## Распрострањење
Канада је једино познато природно станиште врсте.